# Ira Gershwin
Ira Gershwin (geboren als Israel Gershovitz, 6 december 1896 – 17 augustus 1983) was een Amerikaans tekstschrijver. Hij werkte met verschillende componisten, maar het vaakst met zijn jongere broer George Gershwin. Verschillende teksten van hem zijn evergreens geworden en behoren tot het vaste repertoire van veel jazz-zangers en -zangeressen.

## Biografie
Ira was de oudste zoon van Morris en Rose Gershwin. Vader Morris heette eigenlijk Gershovitz en was een Joods-Russische immigrant uit Sint-Petersburg die in 1890 naar New York emigreerde om daar een nieuw bestaan op te bouwen. Hij veranderde zijn achternaam rond 1894 in Gershvine die George later op zijn beurt in 1920 in Gershwin veranderde. Na Ira volgden nog twee broers, George en Arthur en een zus, Francis. Ira was een intelligente knaap en de familie zag voor hem een loopbaan in het onderwijs in het verschiet liggen. Maar Ira had niets met wiskunde en andere exacte vakken. Zijn interesse ging meer naar tekenen en naar de revues van Gilbert and Sullivan, de populaire Engelse musical componisten ten tijde van de eeuwwisseling 19e en 20e eeuw. Via het werk van George, die als songplugger werkte bij een van de uitgeverijen op Tin Pan Alley, kwam Ira in aanraking met het schrijven van liedteksten. Dat ging hem heel goed af. Zijn eerste officiële song was Honey Moon uit de musical ‘Two Little Girls in Blue’ (1921), met muziek van Paul Lannin en Vincent Youmans, uitgegeven bij uitgeverij Harms. Ira bleek veel gevoel voor taal te hebben en vooral voor de combinatie muziek – tekst. Terwijl hij zijn vader hielp in een van diens zaken, een Russisch-Turks badhuis in Harlem, begon hij ook zelf teksten te schrijven. Een daarvan werd door zijn broer George in 1918 op muziek gezet. Om echter niet onder de vlag van zijn broer te varen, gebruikte Ira het pseudoniem Arthur Francis. Er volgden meerdere gezamenlijke projecten en valse starts alvorens ze samen in 1924 hun eerste complete musical maakten: Lady, Be Good!
Pas met de dood van George in 1937 kwam er een eind aan hun unieke samenwerking; ze voelden elkaar feilloos aan, hadden respect voor elkaars talent, hadden nooit ruzie of misverstanden en woonden zelfs bij elkaar in huis. Met George schreef hij meer dan een dozijn Broadwayshows, met beroemde nummers als I Got Rhythm, Embraceable You, The Man I Love en Someone to Watch Over Me. Hij was ook verantwoordelijk, samen met DuBose Heyward, voor het libretto en de liedteksten van George's opera Porgy and Bess uit 1935. Het succes van George heeft het creatieve aandeel van Ira enigszins overschaduwd. Het schrijven van liedteksten hield echter, na het vroege overlijden van George, niet op. Hij werkte ook samen met componisten als Jerome Kern, Kurt Weill, Harry Warren, Aaron Copland en Harold Arlen.
Halverwege de jaren 50 stopte hij met het schrijven van teksten om zich te kunnen wijden aan de inventarisering en annotatie van documenten en manuscripten voor de Gershwin Collection in de Library of Congress in Washington D.C. Zijn veelgeprezen boek Lyrics on Several Occasions uit 1959, een autobiografische verzameling van zijn teksten, is een belangrijke bron voor het bestuderen van de kunst van tekstschrijven in het algemeen, maar vooral tijdens de ‘gouden jaren’ van de Amerikaanse musical.
Samen met George S Kaufman en Morrie Ryskind ontving Ira in 1932 de Pulitzerprijs voor Drama voor Of Thee I Sing en in 1966 ontving hij een eredoctoraat van de Universiteit van Maryland.
Ira trouwde in 1926 met Leonore Strunsky. Hij stierf in augustus 1983 op 86-jarige leeftijd aan een hartaanval, thuis in Beverly Hills (Californië). Hij ligt begraven op Westchester Hills Cemetery, Hastings-on-Hudson, New York, dezelfde begraafplaats waar George ligt. Leonore stierf in 1991.

## Nalatenschap
Na het overlijden van Ira richtte Leonore in 1987 het Ira Gershwin Literacy Center op in University Settlement, een eeuwenoud instituut in Eldridge Street 185 in de Lower East Side, een buurt in het New Yorkse stadsdeel Manhattan. De stichting heeft als doel Engelstalig onderwijs te geven aan voornamelijk Amerikanen met een Chinese en Spaanse achtergrond. De George and Ira Gershwin Collection en de Ira Gershwin Files van het Law Office van Leonard Saxe bevinden zich beide in de Library of Congress Music Division. De Edward Jablonski en Lawrence D. Stewart Gershwin Collectie van het Harry Ransom Humanities Research Center van de Universiteit van Texas in Austin bezit een aantal manuscripten van Ira en wat ander materiaal zoals foto's en tekeningen.
In 2007 noemde de Library of Congress de prijs voor Popular Song naar Ira en zijn broer George: de ‘Gershwin Prize’. De prijs, op het gebied van populaire muziek een heel hoge eer, wordt jaarlijks uitgereikt aan een componist of artiest wiens levenslange bijdrage een voorbeeld is van een uitzonderlijke klasse die vergelijkbaar is met het werk van de gebroeders Gershwin. Winnaars van deze prijs zijn o.a.: Gloria Estefan (2019); Tony Bennett (2017); Smokey Robinson (2016); Billy Joel (2014); Burt Bacharach (2012); Paul McCartney (2010); Stevie Wonder (2009) en Paul Simon in 2007 als eerste.

## Beroemdste en vaakst uitgevoerde liedjes
- The Man I Love
- Embraceable You
- "The half of it, Dearie", Blues
- That Certain Feeling
- They Can't Take That Away from Me
- Who Cares?
- Mine
- A Foggy Day
- There's a Boat Dat's Leavin' Soon for New York
- Oh, Lady Be Good!
- I've Got a Crush on You
- Nice Work If You Can Get It
- Someone to Watch Over Me
- Beginner's Luck
- Love Walked In
- It Ain't Necessarily So
- Blah, Blah, Blah
- On and On and On
- Stiff Upper Lip
- By Strauss
- Fascinating Rhythm
- The Real American Folk Song
- The Jolly Tar and the Milkmaid
- Sam and Delilah
- Clap Yo' Hands
- Slap That Bass
- Strike Up the Band
- Boy! What Love Has Done to Me!
- But Not for Me
- 'S Wonderful
- They All Laughed
- Do, Do, Do
- Let's Call the Whole Thing Off
- Bidin' My Time
- Soon
- How Long Has This Been Going On?
- For You, for Me, for Evermore
- Love Is Here to Stay
- Shall We Dance
- In Three-Quarter Time
- I Can't Be Bothered Now
- Stairway to Paradise
- Love Is Sweeping the Country
- The Lorelei
- I Got Rhythm
- Things Are Looking Up
- Of Thee I Sing
- I Got Plenty o' Nuttin'

## Belangrijkste musicals
- Lady, Be Good! (1924), op muziek van George Gershwin
- Tip-Toes (1925), op muziek van George Gershwin
- Oh, Kay! (1926), op muziek van George Gershwin
- Funny Face (1927), op muziek van George Gershwin
- Strike Up the Band (1927/1930), op muziek van George Gershwin
- Rosalie (1928), op muziek van George Gershwin
- Girl Crazy (1930), op muziek van George Gershwin
- Of Thee I Sing (1931), op muziek van George Gershwin
- Pardon My English (1933), op muziek van George Gershwin
- Let 'Em Eat Cake (1933), op muziek van George Gershwin
- Life Begins at 8:40 (1934), op muziek van Harold Arlen
- Porgy and Bess (opera uit 1935), op muziek van George Gershwin
- Lady in the Dark (1941), op muziek van Kurt Weill
- The Firebrand of Florence (1945), op muziek van Kurt Weill
- Park Avenue (1946), op muziek van Arthur Schwartz

## Prijzen en onderscheidingen
- 1931: Pulitzerprijs samen met George Simon Kaufman en Morrie Ryskind voor het werk Of Thee I Sing.
- 1966: Eredoctoraat van de University of Maryland
- 1985: Gouden eremedaille van het Congres (postuum)